# قازاروس ساریان
قازاروس ساریان (ارمنی: Ղազարոս Սարյան؛ ۳۰ سپتامبر ۱۹۲۰ – ۲۷ مهٔ ۱۹۹۸) یک آهنگساز اهل ارمنستان بود.

## زندگی‌نامه
وی پسر نقاش برجسته ارمنی ماردیروس ساریان و نوه نویسنده برجسته ارمنی قازاروس آقایان بود.
بین سال‌های ۱۹۳۴ تا ۱۹۳۸ در کنسرواتوار دولتی کومیتاس ایروان زیر نظر سارگیس بارخوداریان و وارتگس تالیان رشته آهنگسازی را آموزش دید.
در زمان جنگ جهانی دوم بین سال‌های ۱۹۴۱ تا ۱۹۴۵ در ارتش سرخ شوروی خدمت نمود.
سپس وارد کنسرواتوار دولتی چایکوفسکی مسکو شد و زیر نظر آناتولی نیکلایویچ آلکساندروف، دمیتری شوستاکوویچ و دیمتری کابالفسکی آموزش آهنگسازی دید و در سال ۱۹۵۰ از آنجا فارغ‌التحصیل شد.
وی در آرامستان مرکزی ایروان (توخماخ) به خاک سپرده شد.
وی برنده جوایز زیر شده‌است:
- هنرمند مردمی ارمنستان شوروی
- جایزه هنرمند مردمی اتحاد جماهیر شوروی

## نگارخانه

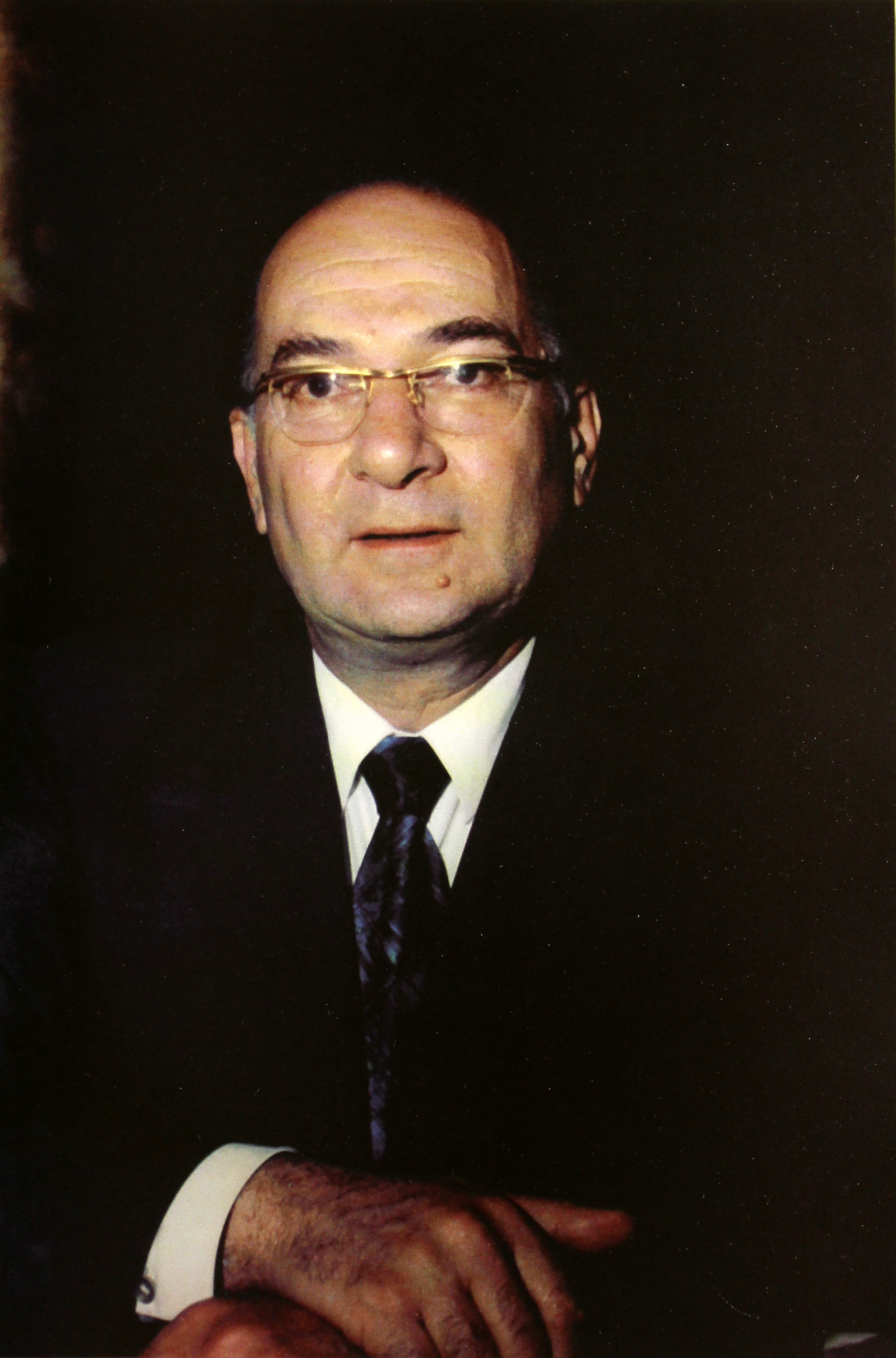
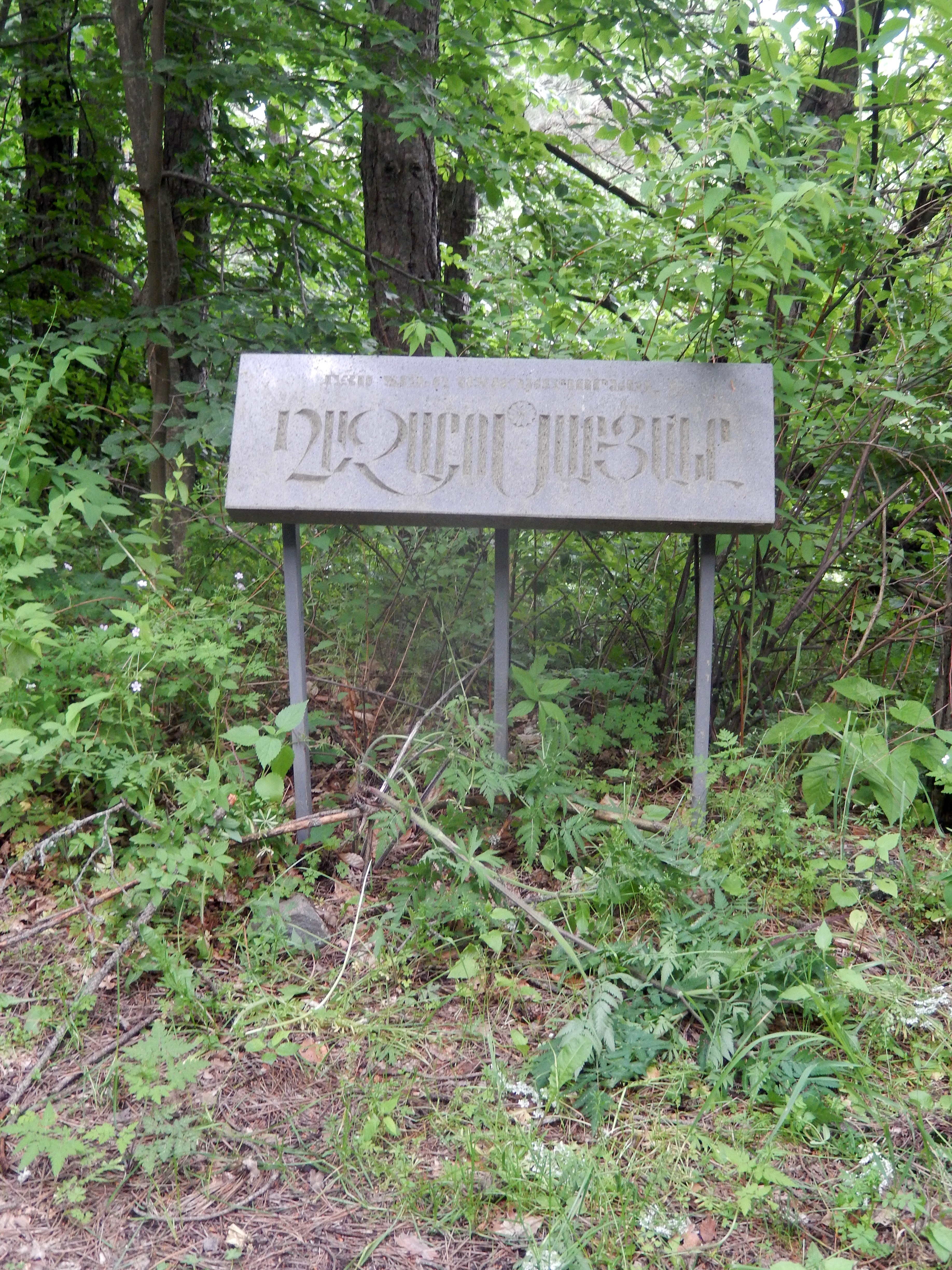
پلاک قازاروس ساریان در دیلیجان

## Recordings
- http://cdbaby.com/cd/lazarsaryan (موسیقی مجلسی)
- http://cdbaby.com/cd/lazarsaryan2 (موسیقی سمفونیک)